# Everybody's Everything
Everybody's Everything es el primer álbum recopilatorio del rapero estadounidense Lil Peep. Fue lanzado el 15 de noviembre de 2019 por Columbia Records, exactamente dos años después de su muerte. El álbum fue anunciado el 1 de noviembre de 2019, que habría sido el cumpleaños número 23 del rapero. El álbum fue lanzado junto con un documental del mismo nombre. Se planean varios eventos emergentes que tendrán lugar en noviembre en la ciudad de Nueva York y Los Ángeles. 
El álbum fue apoyado por los sencillos: "I've Been Waiting", "Moving On", "Belgium" y "When I Lie". Las últimas tres canciones son de su EP, Goth Angel Sinner, que se lanzó el 31 de octubre de 2019.

## Antecedentes
El álbum incluye una colección de temas nuevos e inéditos. Las nuevas pistas presentadas son las colaboraciones con Gab3, así como la canción en solitario "Princess", mientras que las pistas lanzadas anteriormente incluyen "Cobain" y "Walk Away as the Door Slams" del mixtape Hellboy, "witchblades" del EP Castles II, que fue producido por Bighead, y las tres pistas del EP Goth Angel Sinner. El productor y colaborador habitual Bighead tiene características de relanzamiento en el álbum que, además de "Witchblades", incluye "Liar", así como la nueva pista "Aquafina" con Rich the Kid. Un comunicado de prensa describió el álbum como "una colección cuidadosamente curada de canciones de la carrera de Lil Peep".

## Lista de canciones
| N.º | Título                                                     | Producer(s)    | Duración |  |
| 1.  | «Liar»                                                     | BigHead        | 2:52     |  |
| 2.  | «Aquafina» (con Rich the Kid)                              | Theft          | 3:02     |  |
| 3.  | «Ratchets» (con Lil Tracy y Diplo)                         | Diplo          | 3:12     |  |
| 4.  | «Fangirl» (con Gab3)                                       | BetterOffDead  | 2:06     |  |
| 5.  | «LA to London» (con Gab3)                                  | BetterOffDead  | 3:18     |  |
| 6.  | «Rockstarz» (con Gab3)                                     | BetterOffDead  | 2:18     |  |
| 7.  | «Text Me» (con Era)                                        | Vice           | 2:25     |  |
| 8.  | «Princess»                                                 | Jayyeah        | 4:10     |  |
| 9.  | «Moving On»                                                | Fish Narc      | 3:23     |  |
| 10. | «Belgium»                                                  | Fish Narc      | 4:00     |  |
| 11. | «When I Lie»                                               | Fish Narc      | 3:57     |  |
| 12. | «I've Been Waiting» (con ILoveMakonnen) (Versión Original) | Brenton Duvall | 3:54     |  |
| 13. | «Live Forever»                                             | Brobak         | 2:40     |  |
| 14. | «Ghost Boy»                                                | Rozz Dyliams   | 2:10     |  |
| 15. | «Keep My Coo»                                              | Dyliams        | 4:26     |  |
| 16. | «White Tee» (con Lil Tracy)                                | Nedarb         | 2:08     |  |
| 17. | «Cobain» (con Lil Tracy)                                   | Smokeasac      | 2:30     |  |
| 18. | «Witchblades» (con Lil Tracy)                              | Yung Cortex    | 2:30     |  |
| 19. | «Walk Away as the Door Slams (Acoustic)» (con Lil Tracy)   | IIVI           | 1:58     |  |

## Posicionamiento en lista
| Lista (2019)                            | Posiciones |
| --------------------------------------- | ---------- |
| Alemania (Media Control Charts)         | 94         |
| Australian Albums (ARIA)                | 55         |
| Austria (Ö3 Austria)                    | 50         |
| Bélgica (Ultratop flamenca)             | 61         |
| Bélgica (Ultratop valona)               | 167        |
| Canadá (Billboard Canadian Albums)      | 13         |
| República Checa (ČNS IFPI)              | 97         |
| Países Bajos (Album Top 100)            | 51         |
| Finlandia (Suomen Virallinen Lista)     | 36         |
| French Albums (SNEP)                    | 142        |
| Irlanda (IRMA)                          | 48         |
| Lithuanian Albums (AGATA)               | 10         |
| New Zealand Albums (RMNZ)               | 27         |
| Noruega (VG-lista)                      | 30         |
| Swedish Albums (Sverigetopplistan)      | 32         |
| Suiza (Schweizer Hitparade)             | 76         |
| Reino Unido (UK Albums Chart)           | 63         |
| Reino Unido (UK R&B Albums)             | 16         |
| Estados Unidos (Billboard 200)          | 14         |
| Estados Unidos (Top Alternative Albums) | 2          |
| Estados Unidos (Top R&B/Hip-Hop Albums) | 9          |
| Estados Unidos (Top Rap Albums)         | 7          |